# 妖怪ウォッチ メダルウォーズ
『妖怪ウォッチ メダルウォーズ』（ようかいうぉっち めだるうぉーず）は、ネットマーブルより配信されていたスマートフォン向けゲームアプリ。

## 概要
iOS 10、Android 4.4以上用アプリとして2019年7月30日にサービスが開始された。ジャンルは妖怪バトルRPG。エンマ大王と同等の力と地位を得られる「オージャメダル」を悪の妖怪たちから取り戻すストーリー。妖怪ウォッチの使い手となるプレイヤー自身のアバターを作成できる。ネットマーブルモンスターとの共同開発。
2020年12月3日をもってサービスを終了。